# ستوچک (شهرستان گرایوو)
ستوچک (به لهستانی:  Stoczek) یک روستا در لهستان است که در گمینا رایگرود واقع شده‌است.